# Le Pornographe (film, 1966)
Pour les articles homonymes, voir Le Pornographe.
Pour plus de détails, voir Fiche technique et Distribution.
Le Pornographe (sous-titré Introduction à l'anthropologie) (エロ事師たちより 人類学入門, Erogotoshitachi yori: Jinruigaku nyumon, litt. « Une introduction à l'anthropologie au travers des pornographes ») est un film japonais réalisé par Shōhei Imamura et sorti en 1966. Il est adapté du roman Les Pornographes d'Akiyuki Nosaka.

## Synopsis
Le film raconte l'histoire d'un réalisateur de film pornographique, M. Ogata, dont l'activité est menacée par les voleurs, le gouvernement, et par sa propre famille.
Le film est une satire comique noire, décrivant les dessous du miracle économique après-guerre japonais, et dans ce cas celui des réalisateurs de films pornographiques et des petits gangsters à Osaka. On en parle comme du film le plus connu d'Imamura en dehors du Japon.

## Fiche technique
- Titre : Le Pornographe (introduction à l'anthropologie)
- Titre original : エロ事師たちより 人類学入門 (Erogotoshitachi yori: Jinruigaku nyumon?)
- Réalisation : Shōhei Imamura
- Scénario : Shōhei Imamura et Kōji Numata d'après le roman Les Pornographes d'Akiyuki Nosaka
- Production : Jirō Tomoda
- Musique : Toshirō Mayuzumi
- Photographie : Shinsaku Himeda (en)
- Montage : Mutsuo Tanji
- Société de production : Imamura Productions
- Pays de production :  Japon
- Langue originale : japonais
- Format : noir et blanc - son mono - 35 mm
- Genre : comédie dramatique, satire comique noire
- Durée : 128 minutes
- Dates de sortie : 
  - Japon : 12 mars 1966[2]
  - États-Unis : août 1966
  - France : 30 mai 2018[3]

## Distribution
- Shōichi Ozawa : Subuyan Ogata
- Sumiko Sakamoto (en) : Haru Matsuda
- Masaomi Kondō : Kōichi Matsuda, le fils de Haru
- Keiko Sagawa : Keiko Matsuda, la fille de Haru
- Ichirō Sugai : Shinun Ogata, le père de Subuyan
- Kō Nishimura : inspecteur Sanada
- Haruo Tanaka : Banteki
- Chōchō Miyako (ja) : la patronne du bordel
- Taiji Tonoyama : l'homme à la fille attardée
- Ganjirō Nakamura : le client à la vierge
- Akiji Kobayashi

## Distinctions

### Récompenses
- 1967 : prix Kinema Junpō du meilleur acteur pour Shōichi Ozawa[4],[5]
- 1967 : prix Mainichi du meilleur acteur pour Shōichi Ozawa et de la meilleure actrice dans un second rôle pour Sumiko Sakamoto (en)[6]